# Philippe Erulin
Philippe Louis Edmé Marie François Erulin (Dole, Jura, 5 de julio de 1932-París, 26 de septiembre de 1979) fue un oficial de alto rango en el ejército francés.  Erulin fue coronel al mando del 2.º Regimiento Extranjero de Paracaidistas, dirigente de la intervención militar en el Zaire contra los rebeldes de Katanga responsables de masacres: el éxito obtenido en la batalla de Kolwezi permitió la liberación de rehenes. También se le acusó de haber cometido torturas durante la Guerra de Argelia, lo que provocó controversia y debate en el país.

## Biografía

### Familia
Su abuelo, el teniente coronel Louis-Joseph Erulin, y su padre, el teniente coronel André Erulin también fueron oficiales del ejército. Ambos asistieron a la Escuela Especial Militar de Saint-Cyr y sirvieron durante la Primera Guerra Mundial.
Su padre recibió la Croix de guerre 1939-1945 (Cruz de Guerra 1939-1945), la Croix de guerre des théâtres d'opérations extérieures "TOE" (Cruz de Guerra de los teatros de operaciones extranjeras), la Médaille de la Résistance (Medalla de la Resistencia) con roseta, la corbata de comandante de la Legión de Honor. Posteriormente murió en Indochina en 1951, al frente de la unidad móvil 4, bajo el mando del general Jean de Lattre de Tassigny, quien dijo en su elogio fúnebre «Su muerte nos da también gran ejemplo. Porque no solamente fue de los hombres a los que se les brinda una espontánea confianza, también fue de los pocos hombres totalmente reales, que inspiran confianza en el hombre, en su grandeza, en su virtud».

### Carrera militar
Promovido de la Escuela Especial Militar de Saint-Cyr, en octubre de 1954 Erulin fue ascendido a subteniente y asistió a la École d'application de l'Infanterie (Escuela de Aplicación de la infantería), en Saint-Maixent-l'École, hasta enero de 1955. Fue asignado al 1.er Regimiento de Cazadores Paracaidistas (1954-1959) al grado de teniente. Participó con dicho regimiento en la guerra de Argelia y en la Operación Mosquetero. En Argelia, dirigió una sección que combatió principalmente en Aures y Cabilia. Fue citado cuatro veces, y fue herido dos veces, una de gravedad. Fue nombrado caballero de la Legión de Honor a los 26 años.
Participó en la batalla de Argelia en la que su regimiento se vio involucrado en 1957. Lo mismo ocurrió con André Charbonnier, uno de los dos agentes que detuvieron a en su domicilio a Maurice Audin, militante comunista argelino cuyo partido se dedicaba a la lucha armada con el FLN, el 10 de junio de ese mismo año.
Henri Alleg, también militante comunista, arrestado poco después de Audin en la misma operación, acusó a Charbonnier y Erulin de torturarlo bajo el mando del capitán Roger Faulque. En 1958, Alleg publicó La Question, un testiminio que denuncia la tortura que sufrió durante la Guerra de Argelia. Sobre el abuso al que fue sometido en El Biar, Alleg habló de «herramientas de tortura» y de un «teniente torturador» con el nombre de Philippe Erulin.
En abril de 1961, Erulin fue ascendido a capitán. En junio de 1962, fue puesto a la cabeza de la 6.ª compañía del 153 regimiento de infantería motorizado. En julio de 1968, subió al grado de mayor y en octubre de 1973 subió al grado de teniente coronel.
En julio de 1976, Erulin fue ascendido a coronel completo, y recibió el mando del 2.º Regimiento Extranjero de Paracaidistas. Teniendo dicho cargo, él dirigió al regimiento durante la batalla de Kolwezi. Durante este período, Erulin tenía a Ante Gotovina como su chofer personal.
La batalla levantó el perfil mediático de Erulin y devolvió la tortura de Alleg al primer plano del debate público, con un artículo en el periódico Le Monde el 18 de marzo de 1978 y una emisión de televisión sobre Les Dossiers de l'Ecran, donde René Andrieu mencionó la experiencia de Alleg.

### Fallecimiento
Erulin falleció súbitamente el 26 de septiembre de 1979, después de haber sufrido un infarto agudo de miocardio mientras hacía jogging.

## Condecoraciones
- Comandante de la legión de honor.
- Cruz al valor militar.
- Medalla de ultramar con broche de Zaire.
- Cruz de valentía militar de Zaire con palma.
- Cruz del combatiente.
- Caballero de la Orden del Mérito Agrícola.
- Medalla conmemorativa para Oriente Medio (1956).
- Medalla conmemorativa de Operaciones de Seguridad y Orden del Norte de África con broche de Argelia (1958).
- Insignias para los militares heridos (dos veces).
- Medalla de bronce de Juventud y Deportes.